# Geocoryne exogloea
Geocoryne exogloea är en svampart som beskrevs av Ram N. Singh & V.P. Tewari 1978. Geocoryne exogloea ingår i släktet Geocoryne och familjen Leotiaceae.   Inga underarter finns listade i Catalogue of Life.